# Bufo pisinnus
Bufo pisinnus és una espècie d'amfibi que viu a Mèxic.
Està amenaçada d'extinció per la pèrdua del seu hàbitat natural.